# Чакани
Чакани (слч. Čakany, мађ. Pozsonycsákány) насељено је мјесто са административним статусом сеоске општине (слч. obec) у округу Дунајска Стреда, у Трнавском крају, Словачка Република.

## Становништво
| Година:    | 1994. | 2004.   | 2014.   | 2024.   |
| ---------- | ----- | ------- | ------- | ------- |
| Број људи: | 526   | 574     | 606     | 621     |
| Разлика:   |       | +9,12 % | +5,57 % | +2,47 % |

| Година:    | 2023. | 2024.   |
| ---------- | ----- | ------- |
| Број људи: | 625   | 621     |
| Разлика:   |       | -0,64 % |

Према подацима о броју становника из 2011. године насеље је имало 569 становника.